# أمل بوشارب
أمل بوشارب (8 أكتوبر 1984 -) باللاتينية Amel/Amal Bouchareb كاتبة ومترجمة  جزائرية، من مواليد دمشق ـ سوريا. اعتبرتها وكالة الأنباء الجزائرية مع انطلاقها من الأصوات السردية الجزائرية الأكثر إثارة للاهتمام في جيلها. وصفت جريدة El Watan الجزائرية الناطقة بالفرنسية دخولها الساحة عام 2014 مع إصدارها الأول عليها ثلاثة عشر بالدخول المدوّي للساحة الأدبية الجزائرية. أما جريدة le soir d’Algérie فاعتبرتها غداة إصدار عملها الروائي سكرات نجمة عام 2015 من أهم الأسماء الروائية في السرد الجزائري المكتوب بالعربية في السنوات الأخيرة. تدير في إيطاليا مجلة أرابسك، وهي أول مجلة إيطالية مختصة بالأدب والفنون العربية. وأصبحت أول عربية تنضم إلى لجنة تحكيم جائزة Lago Gerundo الأدبية الدولية في إيطاليا، خصصت لها جامعة تيبازة بالجزائر في مطلع عام 2020 ملتقى وطنيا لدراسة متنها السردي. كما صدر حولها عام 2021 عمل نقدي كامل مخصص لكتاباتها بعنوان “التابع يتكلم” للدكتور إبراهيم بوخالفة. تعد حاليا من الكتاب الأكثر تأثيرا في الساحة الأدبية.

## سيرتها
خريجة قسم الترجمة بجامعة الجزائر. حاصلة على ماجستير في الترجمة تخصص عربي ـ إنجليزي ـ فرنسي. عملت بين عامي 2008 و2014 أستاذة في قسم اللغة الإنجليزية بالمدرسة العليا للأساتذة آداب وعلوم انسانية ببوزريعة في الجزائر. أشرفت بين 2013 و2014 على رئاسة تحرير مجلة أقلام الصادرة عن اتحاد الكتاب الجزائريين. لها مساهمات نقدية منشورة في صحف ومجلات محكّمة في موضوعات الترجمة والأدب، بالجزائر والعالم العربي. تكتب باللغتين العربية والإيطالية، وتدير أول مجلة تعنى بالثقافة العربية في إيطاليا أرابسك.

## مواضيع كتاباتها
تخوض الكاتبة في أنماط سردية غير مستهلكة في الأدب العربي. وتطغى فكرة كسر الثنائيات الضدية على كتاباتها  على غرار الأنا والآخر، العلم والأسطورة، الثقافة الشعبية مقابل الثقافة النخبوية. كما تعد النسوية وما بعدها من موضوعاتها البارزة  بالإضافة إلى التعددية الثقافية

## أسلوبها
تتميز كتابتها بلغة عصرية وحيوية  توظف لغة ساخرة ولاذعة تارة  وشعرية تارة أخرى ، كما توظف تقنيات كتابات التشويق  بالإضافة إلى التناص ، وتقنية تعدد الأصوات. ويعد النص المفتوح على مستويات عدة للقراءة أهم سمة في كتاباتها.

## التلقي الجماهيري لأعمالها
اعتبرت من بين الكتاب الأكثر مبيعا خلال الصالون الدولي للكتاب بالجزائر في دورته العشرين، مع إصدار عملها سكرات نجمة مع منشورات الشهاب. كما لقيت روايتها ثابت الظلمة الصادرة عام 2018 في إطار اللقاءات الأفرو متوسطية للكاتبات الشابات اقبالا وصف بغير المسبوق. واعتبرته الصحافة الجزائرية اصدارا صنع الحدث في الدخول الأدبي لعام 2018 

## التلقي النقدي
شكلت روايتها سكرات نجمة موضوع لرسائل ماستر في جامعات جزائرية مختلفة بين 2015 و2018. ووصلت الرواية للقائمة القصيرة لجائزة محمد ديب الأدبية عام 2016  وجائزة آسيا جبار للرواية عام 2015. أما روايتها الثانية ثابت الظلمة فوصلت للقائمة القصيرة لجائزة يمينة مشاكرة للرواية النسوية عام 2019. كما اعتبر الناقد الأدبي محمد الأمين بحري روايتها الأولى رواية تأسيسية في المتن الروائي الجزائري والعربي من حيث اعتماد تقنيات غير مطروقة اعتبرها الناقد والأكاديمي الجزائري براءة ابتكار فني في هذا الجنس للروائية أمل بوشارب، حيث اعتبر العمل مكون بنيوي جديد في مسار الرواية البوليسية العربية.

## الجوائز والتكريمات
تم تكريمها في الملتقى الدولي للرواية عبد الحميد بن هدوقة عام 2016 من وزارة الثقافة الجزائرية. كما حصلت على جائزة مزغنة للابداع الأدبي من اتحاد الكتاب الجزائريين عام 2013. وجائزة القصة القصيرة في المهرجان الدولي للأدب وكتاب الشباب عام 2008 

## اصداراتها

### بالعربية

#### ثلاثية الجزائر[38]
سكرات نجمة. رواية. 2015. منشورات الشهاب. الجزائر.
ثابت الظلمة. رواية. 2018. منشورات الشهاب. الجزائر.
في البدء كانت الكلمة. رواية. 2021.منشورات الشهاب. الجزائر.

#### قصص
عليها ثلاثة عشر. مجموعة قصصية.2014. منشورات الشهاب. الجزائر

#### أدب الطفل
من كل قلبي. رواية لليافعين. 2016. منشورات ANEP. المؤسسة الوطنية للنشر والإشهار والاتصال. الجزائر

#### ترجمات
نيكولا غراتو، أشرطة كاسيت أزنافور. شعر. تر. أمل بوشارب. ضمة للنشر والتوزيع. 2021. الجزائر
نيكولو مكيافيلي، وصف الطريقة المتبعة من الدوق فالنتينو لقتل فيتيلوزو فيتيلي وأوليفيروتو دافيرمو والسينيور باغولو ودوق دي غرافينا أورسيني، ترجمة. أمل بوشارب. مجلة أقلام، العدد 5، أغسطس 2014، ص 36 ـ 41.

### بالإيطالية
L'odore. 2018. Buendia Books. Italia
L'anticonformista. 2019. Buendia Books. Italia 